# Образуване на половите клетки
Яйцата и сперматозоидите се образуват от полови клетки, наречени съответно оогонии и сперматогонии.
Оогониите се делят усилено. Получава се група от еднакви клетки, които заемат най-вътрешната част на овариума, наречена зародишна зона. В следващата зона половите клетки, наречени ооцити, не се делят. Те само нарастват. Областта, която те заемат в овариума, се нарича зона на нарастване. След това започва зреенето, което се състои от две последователни деления без стадий на покой между тях. При всяко деление се образува по една голяма и по една малка клетка. В края на делението се получават една голяма клетка, която е зрялото яйце, и три малки клетки – редукционни телца. При тези две последователни деления става сложно преустройство на ядрото и на цитоплазмата. Числото на хромозомите се намалява наполовина. Зрялото яйце е хаплоидно.
Сперматозоидите се образуват по същия начин с тази разлика, че при тях периодът на нарастването е много по-слабо изразен. От всяка сперматоцитна клетка се образуват по четири сперматозоида, които също като зрелите яйца са хаплоидни.
Зрелите полови продукти обикновено излизат вън от тялото на животното. В сравнително малко случаи това става направо през стените на тялото или през храносмилателния канал. Обикновено към половите жлези се развиват полови проводници (гонодукти). Те са съответно яйцепровод (aviduct) и семепровод (vas deferens).
Към проводниците се развиват често и други органи. В мъжката полова система се развива семеизпразнителен канал (ductus ejaculatorius) и семенно мехурче (vesicula seminalis) и в женските – матка (uterus).
В животните, при които има вътрешно оплождане, има и съво-купителни придатъци при мъжките – penis, cirrus а при женските – влагалище (vagina) и семеприемник (receptaculum seminis).
Двата пола при разделнополовите животни се различават освен по половите жлези още и по външните части на половата система. Често те се различават и по други белези. В този случай казваме, че животните имат полов диморфизъм.